# ZE:A
ZE:A (кор. 제국의 아이들, латиніз. jegugwi aideul), також відомий як Children of Empire, — хлопчачий гурт з Південної Кореї, заснований Star Empire Entertainment у 2010. Гурт складається з дев'яти учасників: Кевін, Хван Кванхі, Ім Сі Ван, Лі Ху, Кім Техьон, Чон Хі Чуль, Ха Мін У, Кім Дон Джун і Пак Хьон Сік. Гурт випустив свій дебютний альбом Nativity з головним синглом Mazeltov. Гурт дебютував в шоу Музичний банк, що транслювалося на KBS.
Він неактивний з 2017.

## Дискографія
- Lovability (2011)
- Spectacular (2012)

## Нагороди і номінації

### Mnet Asian Music Awards
| Рік  | Номінант / робота | Нагорода             | Результат | Прим. |
| ---- | ----------------- | -------------------- | --------- | ----- |
| 2010 | «MAMA»            | Best New Male Artist | Номінація | [ 2 ] |